# ساری‌یاماچ (اردهان)
ساری‌یاماچ (به ترکی استانبولی: Sarıyamaç، به ارمنی: Սարասգոմ) یک منطقهٔ مسکونی در ترکیه است که در اردهان واقع شده‌است.